# 青海省人民代表大会常务委员会
青海省人民代表大会常务委员会（简称青海省人大常委会）是青海省人民代表大会的常设机关，对青海省人民代表大会负责并报告工作。常务委员会由主任、副主任若干人，秘书长、委员若干人组成。

## 历史沿革
中华人民共和国1954年宪法及地方组织法并未规定设置省级人大的常务机关。
1979年7月，第五届全国人民代表大会第二次会议通过《关于修正中华人民共和国宪法若干规定的决议》，其中规定：“县和县以上地方各级人民代表大会设立常务委员会，它是本级人民代表大会的常设机关”。1979年8月，青海省第五届人民代表大会第二次会议召开，选举产生常务委员会。

## 主要职责
依照宪法和法律规定，青海省人民代表大会常务委员会行使下列职权：
1. 根据省内具体情况和实际需要，在不同宪法、法律、行政法规相抵触的前提下，制定、修改、废止地方性法规，批准设区的市的人民代表大会及其常务委员会通过的地方性法规和民族自治地方人民代表大会通过的自治条例、单行条例；
2. 保证宪法、法律、行政法规和全国人民代表大会及其常务委员会决议在本省行政区域内的遵守和执行；
3. 领导或者主持省人民代表大会代表的选举，召集省人民代表大会会议；
4. 监督省人民政府、省监察委员会、省高级人民法院、省人民检察院的工作，联系省人民代表大会代表，受理人民群众对上述机关和国家工作人员的申诉和意见；
5. 依法任免省人大及其常委会有关人员，依照法律规定的权限决定国家机关工作人员的任免；
6. 宪法和法律赋予的其他职权。

## 机构设置
- 办公厅
  - 综合处
  - 研究室
  - 新闻宣传处
  - 秘书处
  - 信访处
  - 人事处
  - 行政处（接待处、保卫处）
- 法制工作委员会
- 预算工作委员会
- 人事代表选举工作委员会

直属单位
- 青海省人大常委会办公厅信息中心
- 《青海人大》杂志社

## 历届组成人员

### 第五届
- 任期：1979年8月－1983年4月
- 主任：譚啟龍（1979年8月－1979年12月） → 冀春光（1980年10月－1981年7月） → 扎喜旺徐（1981年11月补选）
- 副主任：伍生荣、冀春光（1979年8月－1980年10月）、韩明（1981年10月辞职）、刘呈云、梁昌汉、夏茸尕布、官保加（1981年3月逝世）、蔡凤兰（1980年10月辞职）、谢高峰、马文鼎、郑文卿（1981年3月辞职）、刘光弟（1981年11月补选）、史进贤（1981年11月补选）、郭若珍（1981年11月补选）、杨文锦（1981年11月补选）、卓加（1981年11月补选）
- 秘书长：史进贤（1981年11月辞职） → 刘永民

### 第六届
- 任期：1983年4月－1988年2月
- 主任：宋林
- 副主任：王文英（1984年7月辞职）、杨西林、强建华、夏茸尕布、谢高峰、马文鼎、杨文锦、卓加、魏进德、杨茂嘉
- 秘书长：刘永民

### 第七届
- 任期：1988年2月－1993年1月
- 主任：宦爵才郎
- 副主任：尕布龙、卢声道、夏茸尕布、谢高峰、马文鼎、杨文锦、韩福才（1991年3月撤销）、杨茂嘉、格桑多杰（1991年5月补选）、马世清（1992年4月补选）
- 秘书长：莫延海

### 第八届
- 任期：1993年1月－1998年1月
- 主任：宦爵才郎
- 副主任：杨茂嘉、马文鼎、格桑多杰、马世清（1997年1月辞职）、高尼、才旦、孙肇然、王恩科、唐正人（1995年2月补选）
- 秘书长：莫延海（1995年2月辞职） → 来斌（1995年2月补选）

### 第九届
- 任期：1998年1月－2003年1月
- 主任：田成平（1999年7月辞职） → 白恩培（2000年1月补选，2001年11月辞职） → 苏荣（2002年1月补选）
- 副主任：喇秉礼、李明金、格桑多杰、高尼、才旦、王恩科、宋彭生、𠅤文林、姚湘成（2001年1月补选）、洛桑（2001年1月补选）、张玉林（2001年1月补选）、高永红（2001年1月补选）
- 秘书长：来斌

### 第十届
- 任期：2003年1月[2]－2008年1月
- 主任：苏荣（2003年9月辞职） → 赵乐际（2004年1月补选，2007年4月辞职[3]） → 强卫（2007年6月补选）
- 副主任：姚湘成、洛桑、宋彭生、𠅤文林、张玉林、高永红、桑杰、李玉兰、贾国明、管雷（2005年1月补选）、赵永忠（2007年2月补选）
- 秘书长：刘春耀

### 第十一届
- 任期：2008年1月－2013年1月
- 主任：强卫
- 副主任：马福海（2011年1月辞职）、刘晓（2011年1月辞职）、桑杰、王小青（2011年1月辞职）、郭汝琢、刘春耀、昂毛、穆东升（2011年1月补选）、沈何（2011年1月补选）、曹文虎（2011年1月补选[4]）
- 秘书长：蔡德贵

### 第十二届
- 任期：2013年1月－2018年1月
- 主任：强卫（2013年3月28日辞职[5]） → 骆惠宁（2013年4月28日当选[6]，2017年1月5日辞职[7]） → 王国生（2017年1月31日当选）
- 副主任：穆东升、沈何、邓本太、昂毛、曹文虎、马伟、曹宏
- 秘书长：蔡德贵（2016年1月辞职） → 贾应忠（2016年1月当选）

### 第十三届
- 任期：2018年1月－2023年1月
- 主任：王国生 → 王建军（2018年9月当选[8]，2022年5月辞职） → 信长星（2022年5月当选[9]）
- 副主任：张光荣（2022年1月辞职[10]）、马伟、高华（2021年2月辞职[11]）、尼玛卓玛、鸟成云、吴海昆、刘同德、张黄元（2021年2月当选[12]）、李杰翔（2022年1月当选[13]，2022年4月被查）、丛乐（2022年1月当选[13]）、王黎明（2022年1月当选[13]）
- 秘书长：贾应忠

### 第十四届
- 任期：2023年1月－
- 主任：陈刚（2025年1月辞职）→吴晓军（2025年1月补选[14]）
- 副主任：王黎明、杨逢春、尼玛卓玛、刘同德、张黄元、吕刚
- 秘书长：陈东昌